# Сарач, Борис Маркович
Борис Маркович Сарач (1879 — 1974, Париж) — русский юрист караимского происхождения, присяжный поверенный. 
Родился в 1879 году в семье караимов. Отец — Мордехай Симович Сарач. В 1917 году председатель Губернского собрания Таврической губернии. Во время Гражданской войны в России был городским головой Евпатории в июле 1919 — ноябре 1920 годах при Деникине и Врангеле. С 1920 года — в эмиграции. Сперва в Стамбуле как представитель Лиги Наций по делам русских беженцев, позднее в Париже. Был бухгалтером газеты "Последние новости", председателем кассы взаимопомощи. Выпустил на русском языке путеводитель Парижской выставки 1937 года "Русский гид". Член правления, товарищ председателя и казначей Объединения русских адвокатов во Франции. Умер в 1974 году в Париже.